# 洛卡柏斧

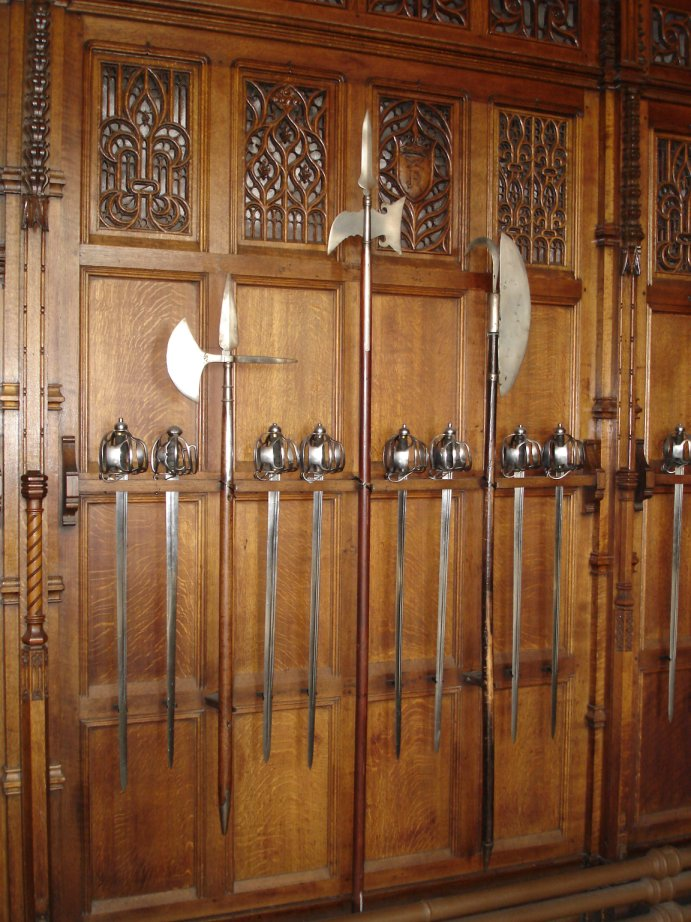
圖中三桿長柄武器，左方與中央的為斧槍，右方的為洛卡柏斧。

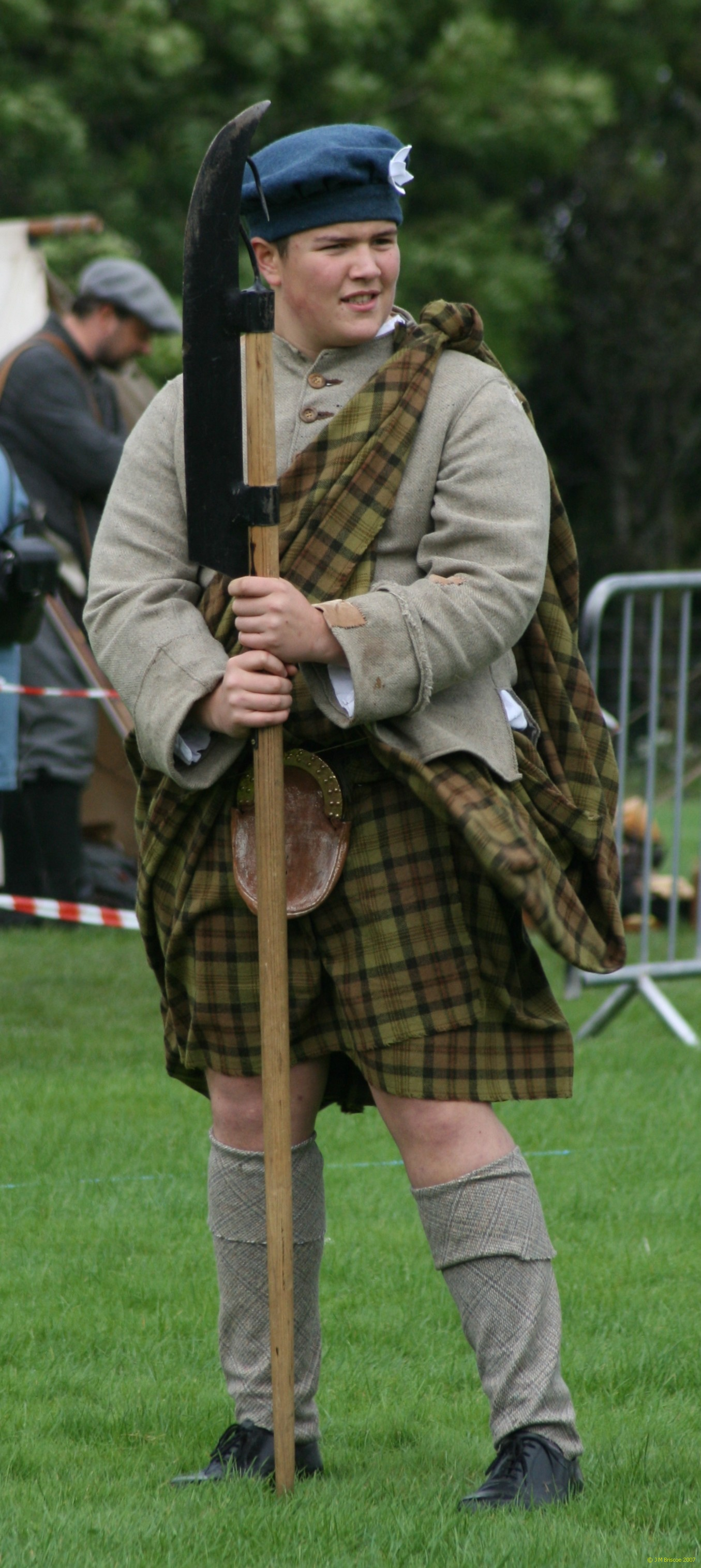
洛卡柏斧的複製品。

洛卡柏斧（Lochaber axe、tuagh-chatha）是蘇格蘭的一種長柄斧，斧柄約長1.5~1.8公尺，斧身約長45公分，頂端是尖的，背部可能裝有一個鉤子。可以有效擊穿鏈甲。